# 海亞茨維爾 (肯塔基州)
海亞茨維爾（英語：Hyattsville）是位於美國肯塔基州加勒德縣的一個非建制地區。

## 地理
海亞茨維爾所處的海拔為高於海平面317米（即1040英呎），而該地所採用的時區為UTC-5，即北美東部時區（EST）。同時該地設有夏令時間，為UTC-5調快一小時，即UTC-4（EDT）。